# Thiago Maia
Thiago Maia Alencar (Boa Vista, 13 maart 1997) is een Braziliaans voetballer die doorgaans als centrale middenvelder speelt. Hij tekende in juli 2017 een contract tot medio 2022 bij Lille OSC, dat €14.000.000,- voor hem betaalde aan Santos.

## Clubcarrière
Thiago Maia speelde in de jeugd voor Extremo Norte, São Caetano en Santos. Hij debuteerde op 25 oktober 2014 in de Braziliaanse Série A tegen Chapecoense. Zijn eerste basisplaats volgde op 28 juni 2015 in een competitiewedstrijd tegen SC Internacional, die hij volledig speelde. Hij maakte op 22 augustus 2015 zijn eerste competitietreffer, tegen Avaí. Op 1 november 2015 was Thiago Maia in een competitieduel tegen Palmeiras opnieuw trefzeker.

## Clubstatistieken
| Seizoen     | Club        | Competitie  | Competitie | Competitie | Beker | Beker | Internationaal | Internationaal | Totaal | Totaal |
| Seizoen     | Club        | Competitie  | Wed.       | Dlp.       | Wed.  | Dlp.  | Wed.           | Dlp.           | Wed.   | Dlp.   |
| ----------- | ----------- | ----------- | ---------- | ---------- | ----- | ----- | -------------- | -------------- | ------ | ------ |
| 2014        | Santos      | Série A     | 1          | 0          | 0     | 0     | –              | –              | 1      | 0      |
| 2015        | Santos      | Série A     | 28         | 2          | 9     | 0     | –              | –              | 37     | 2      |
| 2016        | Santos      | Série A     | 31         | 0          | 4     | 0     | 0              | 0              | 35     | 0      |
| 2017        | Santos      | Série A     | 12         | 1          | 2     | 0     | 6              | 1              | 20     | 2      |
| Club totaal | Club totaal | Club totaal | 72         | 3          | 15    | 0     | 6              | 1              | 93     | 4      |
| 2017/18     | Lille OSC   | Ligue 1     | 34         | 0          | 3     | 1     | –              | –              | 37     | 1      |
| 2018/19     | Lille OSC   | Ligue 1     | 24         | 0          | 2     | 0     | –              | –              | 26     | 0      |
| 2019/20     | Lille OSC   | Ligue 1     | 2          | 0          | 0     | 0     | 0              | 0              | 2      | 0      |
| Club totaal | Club totaal | Club totaal | 60         | 0          | 5     | 1     | 0              | 0              | 65     | 1      |

Bijgewerkt op 4 september 2019

## Interlandcarrière
Thiago Maia speelde acht interlands in Brazilië –17. In 2015 debuteerde hij in Brazilië –20.

## Erelijst
| Olympisch kampioen | 1x | 2016 |